# Milan Truban
Rudolf Milan Truban (* 14. März 1904 in Zagreb; † 7. August 1929 ebenda) war ein jugoslawischer Radrennfahrer.

## Sportliche Laufbahn
Truban war Straßenradsportler. 1924 startete er für Jugoslawien bei den Olympischen Sommerspielen in Paris und wurde im olympischen Straßenrennen als 50. klassiert. In der Mannschaftswertung kam Jugoslawien Ivan Kosmatin, Milan Truban, Đuro Đukanović und Koloman Sović auf den 10. Rang. 
1924 wurde Turban Zweiter in der nationalen Meisterschaft im Straßenrennen hinter Đuro Đukanović.